# Maksym Trusevych
Bản mẫu:Eastern Slavic name
Maksym Pavlovych Trusevych (tiếng Ukraina: Максим Павлович Трусевич; sinh ngày 1 tháng 8 năm 1985) is a professional Ukrainian football tiền vệ. Anh thi đấu cho F.K. Tambov.

## Sự nghiệp câu lạc bộ
Trusevych has trước đây thi đấu ở Giải bóng đá ngoại hạng Nga cùng với F.K. Rostov and tại Russian First Division cùng với F.K. Baltika Kaliningrad. Anh chuyển đến Chornomorets từ FC Obolon Kyiv vào tháng 6 năm 2010.